# جوزيف إي. كولمان
جوزيف إي. كولمان (بالإنجليزية: Joseph E. Coleman)‏ هو سياسي أمريكي، ولد في 1922، وتوفي في 31 ديسمبر 2000 في الولايات المتحدة. حزبياً، نشط في الحزب الديمقراطي.